# 岩谷港
岩谷港（いわやのみなと）とは熊本県上天草市大矢野町にある港である。

## 概要
大矢野島の内湾に設けられ、周辺には採掘場や公園などが点在する。かつてはマアジが生息していてファミリーフィッシングの定番だったが、近年諫早湾開拓の影響を受けて水質が悪化している。